# Donegal

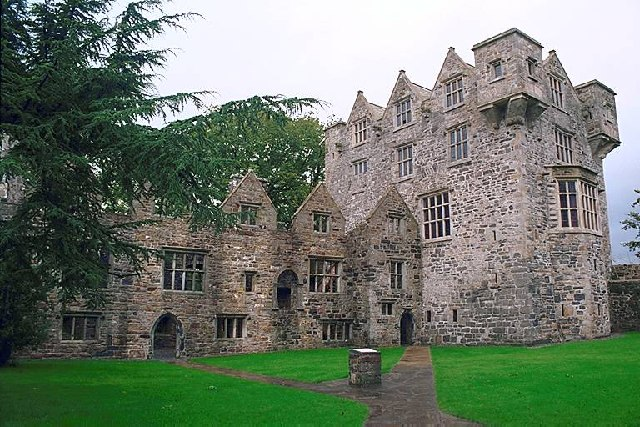
Az O’Donnellek építette, később bővített Donegal kastély

Donegal (kiejtve: [ˈdʌniɡɔːl] „danigól”)  (írül: Dún na nGall, „az idegenek /külföldiek/ erődje”) város az Ír Köztársaság Donegal megyéjében, Ulster tartományban. Bár a megye névadó települése, a megye közigazgatási központja Lifford, legnagyobb városa pedig Letterkenny.
Donegal város a Donegali-öböl mellett helyezkedik el, a Bluestack-hegység lábánál. A város mellett halad el az N15-ös és az N56-os út.
A város helyén már a történelem előtti időkben is laktak, erről körerődök és egyéb földből emelt építmények maradványai tanúskodnak. A feljegyzések szerint Muirchertach MacLochlainn ír nagykirály egy ezen a helyen álló dán erődítményt pusztított el. A viking településről nevezhették el a várost.
Donegal város arról is nevezetes, hogy az ír történelemben többször is fontos szerepet játszó O’Donnell klán központja volt. A 15. és a 17. század közt a klán volt az Ír-sziget angol gyarmatosítása elleni harc fő ereje.